# Luciano Doria (sceneggiatore)
Luciano Doria, pseudonimo di Romolo Augusto Gizzi (Roma, 30 novembre 1891 – Roma, 10 maggio 1961), è stato un giornalista, commediografo, sceneggiatore, regista e produttore cinematografico italiano.

## Biografia
Di professione giornalista, si avvicinò al cinema nel 1918 presso la Tiber Film, dove fu soggettista e sceneggiatore.
Nel 1920 assieme a Nunzio Malasomma fondò nella sua città il quindicinale di informazione cinematografica e teatrale Fortunio. L'anno seguente passò all'attività di regista presso la Fert, nella quale esordì con il film L'isola della felicità (1921).
Fu attivo anche nel teatro e nella letteratura come autore di commedie e racconti.
Dopo l'introduzione del sonoro, abbandonò l'attività di regista e si dedicò alla sceneggiatura e alla produzione.

## Filmografia parziale

### Regista
- La regina del carbone (1919) - co-regia insieme a Gennaro Righelli

- Il silenzio (1921)
- L'isola della felicità (1921)
- Il ladro (1922)
- La rosa di Fortunio (1922)
- La storia di Clo-Clo (1923)
- Un viaggio nell'impossibile (1923) - co-regia assieme a Nunzio Malasomma
- La taverna verde (1924)
- Treno di piacere (1924)
- Saetta e le sette mogli del Pascià (1925)

### Soggettista
- Madame Flirt, regia di Baldassarre Negroni (1918)
- La regina del carbone, regia di Gennaro Righelli (1919)
- Vertigine, regia di Baldassarre Negroni (1919)
- Per uomini soli, regia di Guido Brignone (1938)
- La storia del fornaretto di Venezia, regia di Giacinto Solito (1952)

### Sceneggiatore
- Il volto del passato, regia di Baldassarre Negroni (1918)
- La principessa di Bagdad, regia di Baldassarre Negroni (1918)
- La signora delle perle, regia di Gennaro Righelli (1918)
- La casa di vetro, regia di Gennaro Righelli (1920)
- Amore rosso, regia di Gennaro Righelli (1921)
- Il richiamo, regia di Gennaro Righelli (1921)
- La statua di carne, regia di Mario Almirante (1921)
- L'incognita, regia di Gennaro Righelli (1922)
- La casa sotto la neve, regia di Gennaro Righelli (1922)
- La duchessa Mistero, regia di Baldassarre Negroni (1922)
- Sogno d'amore, regia di Gennaro Righelli (1922)
- Beatrice Cenci, regia di Baldassarre Negroni (1926)
- Addio giovinezza!, regia di Augusto Genina (1927)
- Kif Tebbi, regia di Mario Camerini (1928)
- La vena d'oro, regia di Guglielmo Zorzi (1929)
- La locandiera, regia di Telemaco Ruggeri (1929)
- Il fornaretto di Venezia, regia di Duilio Coletti (1939)
- Gli amori di Ercole, regia di Carlo Ludovico Bragaglia (1960)

### Produttore
- Eravamo sette sorelle, regia di Mario Mattoli (1937)
- Questi ragazzi, regia di Mario Mattoli (1937)
- Per uomini soli, regia di Guido Brignone (1938)
- Il carnevale di Venezia, regia di Giuseppe Adami e Giacomo Gentilomo (1939)
- Gioco d'azzardo, regia di Parsifal Bassi (1942)
- Rossini, regia di Mario Bonnard (1942)
- I trecento della Settima, regia di Mario Baffico (1943)
- O sole mio, regia di Giacomo Gentilomo (1945)
- Fumeria d'oppio, regia di Raffaello Matarazzo (1947)
- Nerone e Messalina, regia di Primo Zeglio (1953)
- Gli amori di Ercole, regia di Carlo Ludovico Bragaglia (1960)